# Pharurus alatus
Pharurus alatus is een rondwormensoort uit de familie van de Pseudaliidae. De wetenschappelijke naam van de soort is voor het eerst geldig gepubliceerd in 1848 door Leuckart.